# Potamítissa
Potamítissa (grec moderne : Ποταμίτισσα) est un village de Chypre de plus de 62 habitants.